# Canton de Privas
Le canton de Privas est une circonscription électorale française située dans le département de l'Ardèche et la région Auvergne-Rhône-Alpes.
À la suite du redécoupage cantonal de 2014, les limites territoriales du canton sont remaniées. Le nombre de communes du canton passe de 16 à 15.

## Géographie
Ce canton est organisé autour de Privas dans l'arrondissement de Privas. Son altitude varie de 125 m (Flaviac) à 1 068 m (Ajoux) pour une altitude moyenne de 438 m.

## Représentation

### Conseillers généraux de 1833 à 2015
| Période         | Période          | Identité                                                | Étiquette    | Qualité |
| --------------- | ---------------- | ------------------------------------------------------- | ------------ | --- |
| 1833            | 1836             | Félix Dubois                                            |              | Négociant à Privas |
| 1836            | 1842             | Alexandre Ladreit de Lacharrière (1800-1868)            |              | Magistrat puis sous-préfet, préfet de la Creuse, de Saône-et-Loire et de la Dordogne                                                                                      |
| 1842            | 1866 (décès)     | Louis Camille Chalamon                                  |              | Président du Tribunal civil de Privas |
| 1867            | 1895             | Édouard Fougeirol                                       | Rad.         | Industriel (filateur et moulinier) Député (1883-1896) Maire des Ollières                                                                                                  |
| 1895            | 1907             | Albin Tromparent                                        | Rad.         | Industriel en soieries à Privas, maire de Lyas, conseiller d'arrondissement                                                                                               |
| 1907            | 1912 (décès)     | Édouard Fougeirol                                       | Rad.         | Industriel (filateur et moulinier) Député (1883-1896) Sénateur (1896-1912) Maire des Ollières                                                                             |
| 8 novembre 1912 | 1913             | Louis Puaux                                             | Rad.         | Négociant à Privas, conseiller d'arrondissement |
| 1913            | 1919             | Albert Delon                                            | RG           | Propriétaire Maire de Pranles |
| 1919            | 1924 (décès)     | Louis Baudèche                                          | Rad.         | Industriel - Maire de Veyras, conseiller d'arrondissement |
| 1924            | 1925             | Gédéon Bard (1869-1930)                                 | RG           | Employé de commerce à Privas Conseiller d'arrondissement |
| 1925            | 1935 (démission) | Ludovic Bacconnier                                      | SFIO         | Instituteur puis professeur à Bourg-Saint-Andéol |
| 1935            | 1940             | Georges Fougeirol (1873-1943, fils d'Édouard Fougeirol) | Rad.ind.     | Industriel, Maire des Ollières Nommé conseiller départemental en 1942 |
|                 |                  |                                                         |              | |
| 1945            | 1961             | Charles Gounon                                          | Rad.         | Droguiste - Maire de Privas (1947-1965) |
| 1961            | 1979             | Pierre-Marie Chaix                                      | DVD puis UDF | Avocat - Maire de Privas (1965-1979) Conseiller régional |
| 1979            | 1985             | Jean-Pierre Viale                                       | PS           | Médecin Conseiller municipal de Privas |
| 1985            | 1998             | Amédée Imbert                                           | UDF          | Agent général d'assurances en retraite Maire de Privas (1979-2001) Député (1993-1997)                                                                                     |
| 1998            | 2009 (démission) | Yves Chastan                                            | PS           | Fonctionnaire (cat.A) en disponibilité Maire de Saint-Priest (1995-2001) Suppléant du député Pascal Terrasse (1997-2002) Maire de Privas (2006-2014) Sénateur (2008-2014) |
| 2009            | 2015             | Hervé Saulignac                                         | PS           | Cadre territorial Conseiller régional Président du Conseil général (2012-2017)                                                                                            |

### Conseillers d'arrondissement (de 1833 à 1940)
| Période                                  | Période | Identité                 | Étiquette           | Qualité |
| ---------------------------------------- | ------- | ------------------------ | ------------------- | --- |
| 1833                                     | 1839    | M. Laffont               |                     | Avoué à Privas                                                                                              |
| 1839                                     | 1848    | Florentin Michel Crouzet |                     | Notaire à Privas                                                                                            |
|                                          |         |                          |                     | |
| 1873                                     | 1895    | Albin Tromparent         | Républicain radical | Industriel en soieries à Privas, maire de Lyas                                                              |
| 1895                                     | 1910    |                          |                     | |
| juillet 1910                             | 1912    | Louis Puaux              | Radical             | Négociant à Privas                                                                                          |
| 8 déc. 1912                              | 1919    | Louis Baudèche           | Radical             | Industriel à Veyras                                                                                         |
| 1919                                     | 1924    | Gédéon Bard              | RG                  | Employé de commerce à Privas                                                                                |
| 1925                                     | 1934    | Numa Féougier            |                     | Maire d'Ajoux                                                                                               |
| 1934                                     | 1940    | M. Combe                 | Radical             | |
| 1940                                     |         |                          |                     | Les conseils d'arrondissement ont été suspendus par la loi du 12 octobre 1940 et n'ont jamais été réactivés |
| Les données manquantes sont à compléter. |         |                          |                     | |

### Conseillers départementaux à partir de 2015
| Période élective | Période élective | Mandat | Mandat   | Identité          | Nuance | Nuance | Qualité |
| ---------------- | ---------------- | ------ | -------- | ----------------- | ------ | ------ | --- |
| 2015             | 2021             | 2015   | 2021     | Sandrine Chareyre |        | PS     | Employée de banque Adjointe au maire, puis maire depuis 2020 de Saint-Priest                                                    |
| 2015             | 2021             | 2015   | 2021     | Hervé Saulignac   |        | PS     | Cadre territorial Président du conseil général puis départemental (démissionnaire en juin 2017) Député de l'Ardèche depuis 2017 |
| 2021             | 2028             | 2021   | en cours | Sandrine Chareyre |        | PS     | Conseillère sortante |
| 2021             | 2028             | 2021   | en cours | Hervé Saulignac   |        | PS     | Conseiller sortant |

#### Élections de mars 2015
À l'issue du premier tour des élections départementales de 2015, deux binômes sont en ballottage : Sandrine Chareyre et Hervé Saulignac (PS, 41,47 %) et Doriane Lextrait et Michel Valla (Union de la Droite, 28,8 %). Le taux de participation est de 58,98 % (9 405 votants sur 15 947 inscrits) contre 55,97 % au niveau départemental et 50,17 % au niveau national.
Au second tour, Sandrine Chareyre et Hervé Saulignac (PS) sont élus avec 57,19 % des suffrages exprimés et un taux de participation de 58,58 % (4 942 voix pour 9 338 votants et 15 940 inscrits).

#### Élections de juin 2021
Le premier tour des élections départementales de 2021 est marqué par un très faible taux de participation (33,26 % au niveau national). Dans le canton de Privas, ce taux de participation est de 43,09 % (6 742 votants sur 15 648 inscrits) contre 37,36 % au niveau départemental. À l'issue de ce premier tour, deux binômes sont en ballottage : Sandrine Chareyre et Hervé Saulignac (PS, 42,54 %) et Jérôme Bernard et Victoria Brielle (Union à droite, 36,18 %).
Le second tour des élections est marqué une nouvelle fois par une abstention massive équivalente au premier tour. Les taux de participation sont de 34,3 % au niveau national, 40,7 % dans le département et 47,72 % dans le canton de Privas. Sandrine Chareyre et Hervé Saulignac (PS) sont élus avec 53,55 % des suffrages exprimés (3 834 voix pour 7 469 votants et 15 652 inscrits),,.

## Composition

### Composition avant 2015
Le canton de Privas regroupait seize communes. 
| Nom                      | Code Insee | Codepostal | Superficie (km2) | Population (dernière pop. légale) | Densité (hab./km2) |
| ------------------------ | ---------- | ---------- | ---------------- | --------------------------------- | ------------------ |
| Privas (chef-lieu)       | 07186      | 07000      | 12,14            | 8 312 (2012)                      | 685                |
| Ajoux                    | 07004      | 07000      | 12,20            | 94 (2012)                         | 7,7                |
| Alissas                  | 07008      | 07210      | 12,43            | 1 416 (2012)                      | 114                |
| Coux                     | 07072      | 07000      | 12,02            | 1 689 (2012)                      | 141                |
| Creysseilles             | 07074      | 07000      | 10,25            | 119 (2012)                        | 12                 |
| Dunière-sur-Eyrieux      | 07083      | 07360      | 7,73             | 425 (2012)                        | 55                 |
| Flaviac                  | 07090      | 07000      | 12,98            | 1 155 (2012)                      | 89                 |
| Freyssenet               | 07092      | 07000      | 9,54             | 50 (2012)                         | 5,2                |
| Gourdon                  | 07098      | 07000      | 12,84            | 94 (2012)                         | 7,3                |
| Lyas                     | 07146      | 07000      | 7,95             | 577 (2012)                        | 73                 |
| Les Ollières-sur-Eyrieux | 07167      | 07360      | 7,58             | 946 (2012)                        | 125                |
| Pourchères               | 07179      | 07000      | 7,64             | 144 (2012)                        | 19                 |
| Pranles                  | 07184      | 07000      | 29,49            | 465 (2012)                        | 16                 |
| Saint-Priest             | 07288      | 07000      | 19,15            | 1 292 (2012)                      | 67                 |
| Saint-Vincent-de-Durfort | 07303      | 07360      | 12,52            | 254 (2012)                        | 20                 |
| Veyras                   | 07340      | 07000      | 7,76             | 1 548 (2012)                      | 199                |

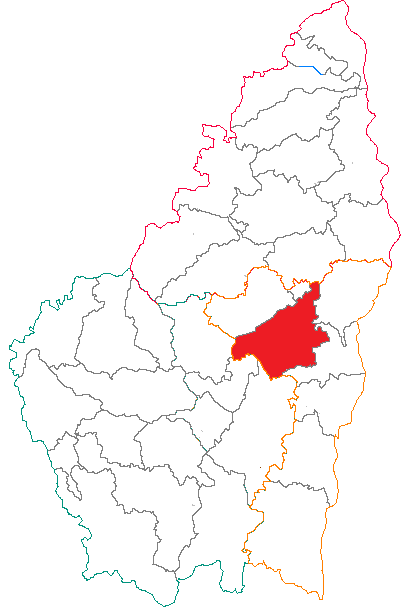
Situation du canton de Privas dans le département de l'Ardèche avant 2015
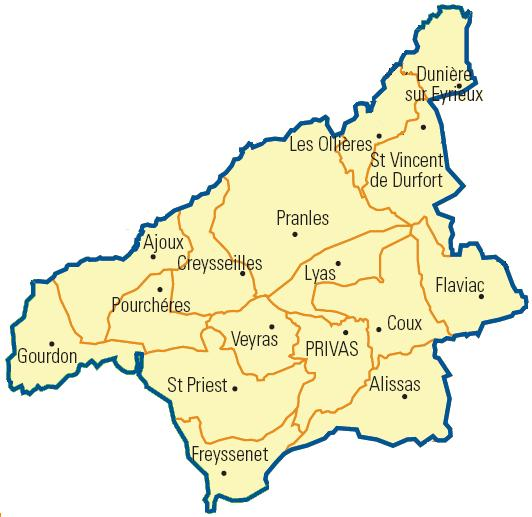
Carte du canton avant 2015

### Composition à partir de 2015
Après le redécoupage cantonal de 2014, le nouveau canton de Privas est composé de quinze communes.
| Nom                            | Code Insee | Intercommunalité         | Superficie (km2) | Population (dernière pop. légale) | Densité (hab./km2) | Modifier                                    |
| ------------------------------ | ---------- | ------------------------ | ---------------- | --------------------------------- | ------------------ | ------------------------------------------- |
| Privas (bureau centralisateur) | 07186      | CA Privas Centre Ardèche | 12,14            | 8 552 (2022)                      | 704                | modifier les données · modifier les données |
| Ajoux                          | 07004      | CA Privas Centre Ardèche | 12,20            | 78 (2022)                         | 6,4                | modifier les données · modifier les données |
| Alissas                        | 07008      | CA Privas Centre Ardèche | 12,43            | 1 485 (2022)                      | 119                | modifier les données · modifier les données |
| Chomérac                       | 07066      | CA Privas Centre Ardèche | 18,94            | 3 094 (2022)                      | 163                | modifier les données · modifier les données |
| Coux                           | 07072      | CA Privas Centre Ardèche | 12,02            | 1 664 (2022)                      | 138                | modifier les données · modifier les données |
| Creysseilles                   | 07074      | CA Privas Centre Ardèche | 10,25            | 156 (2022)                        | 15                 | modifier les données · modifier les données |
| Flaviac                        | 07090      | CA Privas Centre Ardèche | 12,98            | 1 239 (2022)                      | 95                 | modifier les données · modifier les données |
| Freyssenet                     | 07092      | CA Privas Centre Ardèche | 9,54             | 46 (2022)                         | 4,8                | modifier les données · modifier les données |
| Gourdon                        | 07098      | CA Privas Centre Ardèche | 12,84            | 78 (2022)                         | 6,1                | modifier les données · modifier les données |
| Lyas                           | 07146      | CA Privas Centre Ardèche | 7,95             | 592 (2022)                        | 74                 | modifier les données · modifier les données |
| Pourchères                     | 07179      | CA Privas Centre Ardèche | 7,64             | 137 (2022)                        | 18                 | modifier les données · modifier les données |
| Pranles                        | 07184      | CA Privas Centre Ardèche | 29,49            | 505 (2022)                        | 17                 | modifier les données · modifier les données |
| Rochessauve                    | 07194      | CA Privas Centre Ardèche | 17,62            | 484 (2022)                        | 27                 | modifier les données · modifier les données |
| Saint-Priest                   | 07288      | CA Privas Centre Ardèche | 19,15            | 1 337 (2022)                      | 70                 | modifier les données · modifier les données |
| Veyras                         | 07340      | CA Privas Centre Ardèche | 7,76             | 1 504 (2022)                      | 194                | modifier les données · modifier les données |
| Canton de Privas               | 0710       |                          | 202,95           | 20 951 (2022)                     | 103                | modifier les données                        |

## Démographie

### Démographie avant 2015
| 1962   | 1968   | 1975   | 1982   | 1990   | 1999   | 2006   | 2011   | 2012   |
| ------ | ------ | ------ | ------ | ------ | ------ | ------ | ------ | ------ |
| 15 044 | 16 329 | 16 974 | 17 709 | 18 241 | 18 032 | 18 177 | 18 585 | 18 580 |

### Démographie depuis 2015
En 2022, le canton comptait 20 951 habitants, en évolution de +2,66 % par rapport à 2016 (Ardèche : +2,48 %, France hors Mayotte : +2,11 %).
| 2013   | 2018   | 2022   |
| ------ | ------ | ------ |
| 20 364 | 20 545 | 20 951 |